# 마이애미 퓨전 FC
마이애미 퓨전 FC(Miami Fusion F.C.)는 메이저 리그 사커 소속 프로축구단으로, 미국 플로리다주 마이애미를 연고지로 하였다.

## 역사
1997년 창단하여 1998 시즌부터 2001 시즌까지 활동하였다. 홈구장은 플로리다주 포트로더데일에 위치해 있는 록하트 스타디움이었다. 2014년 같은 연고지로 하는 인터 마이애미 CF가 창단 되었다.

## 우승 기록
- 없음

## 홈경기장
| 경기장          | 사용기간      | 장소                    | 팀명             | 비고 |
| --------------- | ------------- | ----------------------- | ---------------- | ---- |
| 록하트 스타디움 | 1998년~2001년 | 플로리다주 포트로더데일 | 마이애미 퓨전 FC | 빈칸 |

## 라이벌
- 탬파베이 뮤터니

## 같이 보기
- 포트로더데일 스트라이커스